# William Kiplagat
William Kiplagat (21 juni 1972) is een Keniaanse langeafstandsloper.

## Loopbaan
Zijn persoonlijke record op de marathon van 2:06.50 liep Kiplagat tijdens de marathon van Amsterdam in 1999, toen hij derde werd. Hij won de marathon van Rotterdam in 2003 en de marathon van Seoel in 2005.
William Kiplagat is een oom van Florence Kiplagat, die in 2009 wereldkampioene werd in het veldlopen.

## Persoonlijke records
| Onderdeel      | Prestatie | Datum            | Plaats              |
| -------------- | --------- | ---------------- | ------------------- |
| 10.000 m       | 28.26,8   | 23 juni 2000     | Nairobi             |
| 10 km          | 28.02     | 21 augustus 1999 | Nederhorst den Berg |
| 20 km          | 58.16     | 11 maart 2001    | Alphen aan den Rijn |
| halve marathon | 1:01.35   | 2 september 2000 | Rijsel              |
| 25 km          | 1:14.58   | 13 april 2003    | Rotterdam           |
| 30 km          | 1:30.17   | 25 oktober 2009  | Frankfurt           |
| marathon       | 2:06.50   | 17 oktober 1999  | Amsterdam           |

## Palmares

### 10 km
- 1999:  International Korschenbroich Stadtlauf - 28.48
- 1999:  Ronde door Overmeer in Nederhorst den Berg - 28.02
- 2000:  Corrida Internacional de San Fernando in Punta del Este - 28.05
- 2003:  Zwitserloot Dak Run in Groesbeek - 29.22,7
- 2007:  Fortis in Voorthuizen - 28.30

### 15 km
- 1999:  São Silvestre in Sao Paulo - 44.44
- 2004:  Athletics Kenya Final Weekend Meeting in Eldoret - 46.33

### 10 Eng. mijl
- 2002: 6e Dam tot Damloop - 47.09
- 2004: 5e Dam tot Damloop - 46.26
- 2011: 4e Tilburg Ten Miles - 48.00

### 20 km
- 2001:  20 van Alphen - 58.16

### halve marathon
- 1998:  halve marathon van Deurne - 1:03.34
- 1998:  halve marathon van Uden - 1:04.30
- 1999: 5e halve marathon van Eldoret - 1:03.25
- 1999: 12e Dam tot Damloop - 1:04.00
- 2000: 5e halve marathon van Lissabon - 59.51
- 2000:  halve marathon van Lille (Rijsel) - 1:01.30
- 2000:  Dam tot Damloop - 1:01.39
- 2001: 4e halve marathon van Lissabon - 1:00.38
- 2002:  halve marathon van Lille - 1:01.56
- 2003:  halve marathon van Ribarroja - 1:03.30
- 2004:  halve marathon van Portugal - 1:01.38
- 2008:  halve marathon Posbankloop - 1:02.56

### 25 km
- 2007:  25 km van Berlijn - 1:15.25

### marathon
- 1998: 15e marathon van Rotterdam - 2:17.14
- 1998: 9e marathon van Amsterdam - 2:20.50
- 1999:  marathon van Cleveland - 2:14.10
- 1999:  marathon van Amsterdam - 2:06.49,1
- 2000: 4e marathon van Londen - 2:09.06
- 2000: 6e marathon van Chicago - 2:11.57
- 2001:  marathon van Praag - 2:10.29
- 2001:  marathon van Berlijn - 2:09.55
- 2002: 13e marathon van Londen - 2:15.59
- 2002: 10e marathon van Amsterdam - 2:11.26,3
- 2003:  marathon van Rotterdam - 2:07.42
- 2003: 4e marathon van Amsterdam - 2:07.50,9
- 2004: 12e marathon van Londen - 2:12.04
- 2004: 7e marathon van Seoel - 2:12.04
- 2005: 10e marathon van Rotterdam - 2:12.10,0
- 2005:  marathon van Seoel - 2:08.27
- 2006: 8e Boston Marathon - 2:13.26
- 2007:  marathon van Otsu - 2:10.47
- 2007: 8e marathon van Osaka - 2:19.21
- 2007: 8e marathon van Seoel - 2:14.20
- 2008: 10e marathon van Frankfurt - 2:10.53
- 2009:  marathon van Frankfurt - 2:07.05
- 2010: 30e marathon van Tokio - 2:26.59
- 2010: 4e marathon van Shanghai - 2:13.21
- 2013: 11e marathon van Mumbai - 2:19.52
- 2013: 25?e marathon van Nagano - 2:34.11